# Carlsbad, Kalifornien
Carlsbad är en kuststad 50 km norr om centrala San Diego i södra Kalifornien, USA. Invånarantalet år 2000 var cirka 78 000 personer.
Staden fick sitt namn på 1800-talet efter den då tyska kurorten och staden Karlsbad.